# Десять кар єгипетських

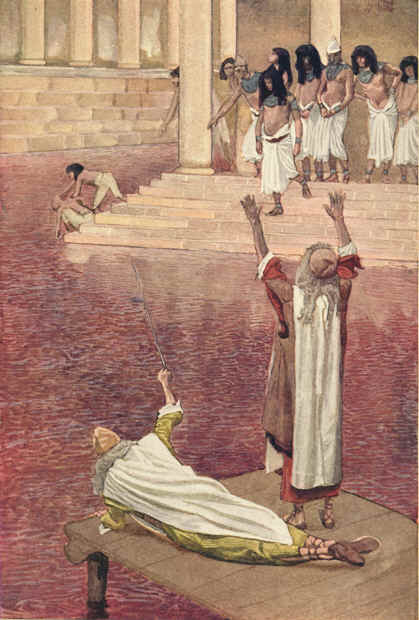
Перша кара

«Десять кар єгипетських» — описані в П'ятикнижжі лиха, що спіткали єгиптян за відмову єгипетського фараона звільнити поневолених ізраїлевих синів. Привели до Виходу євреїв з Давнього Єгипту.
Згідно книзі Вихід, Мойсей ім'ям Бога вимагає від фараона відпустити його народ, обіцяючи, що в іншому випадку Бог покарає Єгипет. Фараон не послухався, і на Єгипет обрушилися 10 лих, причому кожен раз після нової відмови фараона відпустити євреїв було чергове лихо:
1. Покарання кров'ю.
2. Нашестя жаб.
3. Нашестя комах (мошки, пухоїди, воші, клопи).
4. Рої мух.
5. Мор худоби.
6. Виразки і нариви.
7. Грім, блискавки і величезний град.
8. Нашестя сарани.
9. Незвичайна темрява (тьма єгипетська).
10. Смерть перворідних

## Опис

### Покарання кров'ю
| " | І Мойсей та Аарон зробили так, як наказав був Господь. І підняв він палицю, та й ударив воду, що в Річці, на очах фараона й на очах його рабів. І змінилася вся вода, що в Річці, на кров! А риби, що в Річці, погинули. І засмерділася Річка, і не могли єгиптяни пити воду з Річки. І була кров у всім єгипетськім краї. (Вихід 7:20,21) | " |

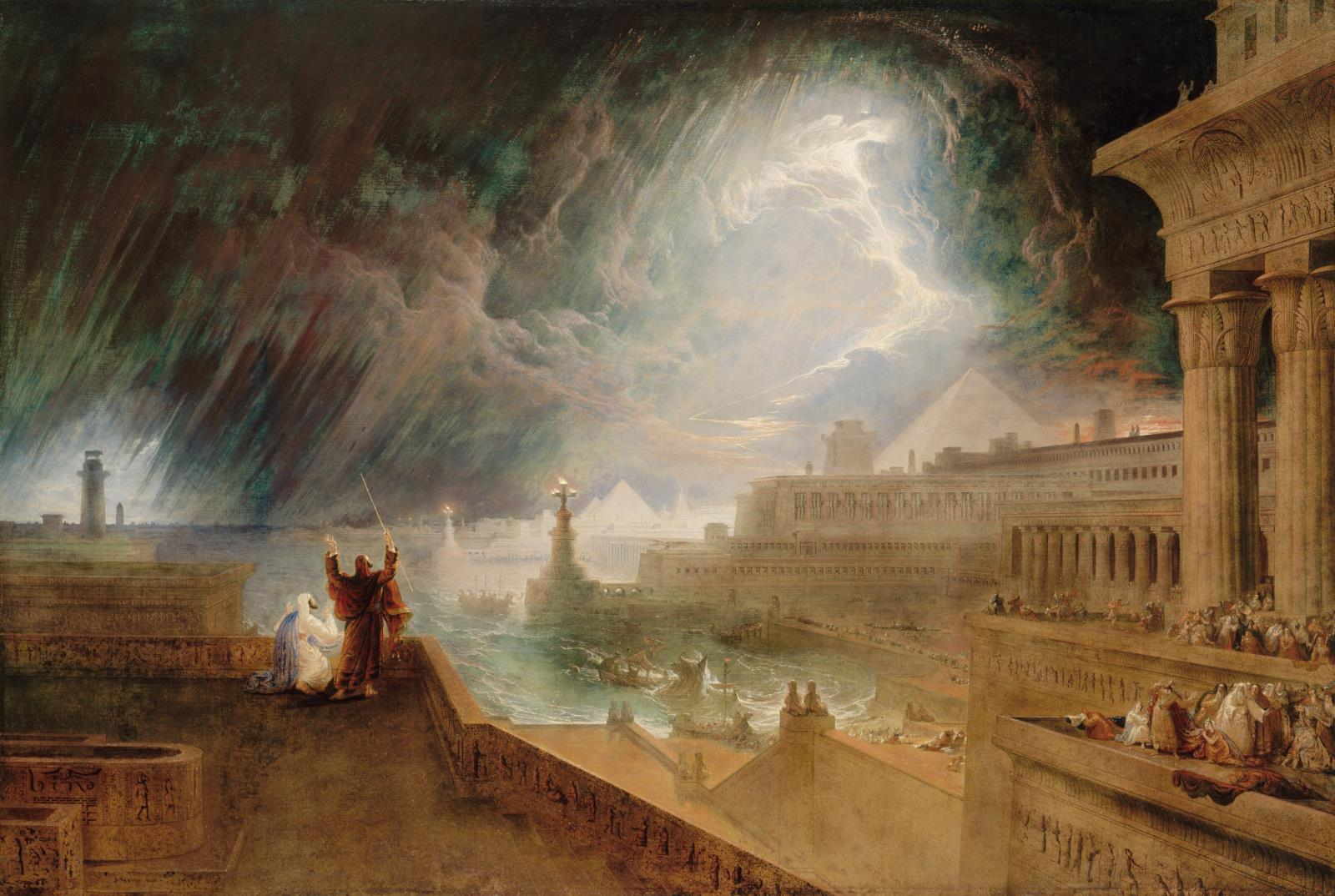
Сьома кара. Джон Мартін, 1823

Вся вода в Нілі, інших водоймах та ємностях перетворилася на кров, але залишалася прозорою для юдеїв (і навіть та, яка була в юдеїв, перетворювалася в кров, якщо єгиптяни намагалися її відібрати). Пити єгиптяни могли тільки ту воду, яку діставали, викопуючи нові джерела поблизу Нілу (Вихід 7:24)

### Кара жабами
| " | І сказав Господь до Мойсея: Скажи Ааронові: Простягни свою руку з палицею своєю на річки, на потоки, і на ставки, і повиводь жаб на єгипетський край. І простяг Аарон руку свою на єгипетські води, і вийшла жабня, та й покрила єгипетську землю. (Вихід 8:5,6) | " |

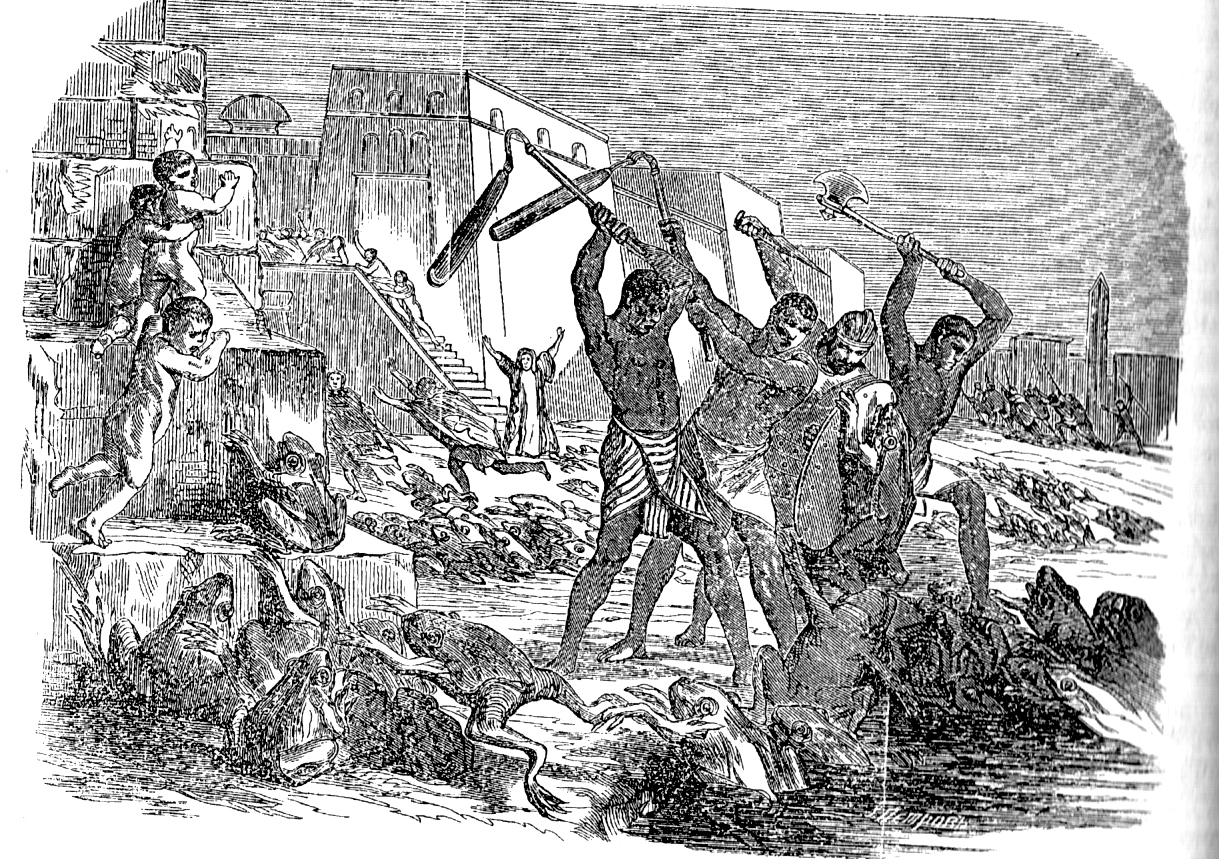
Друга кара

Давньоєврейське «צפרדע», означає жабу.
Єгипетські чаклуни знову взялися чаклувати, але жаб стало ще більше, хоча за логікою, чаклуни повинні були позбавити Єгипет від навали жаб. В результаті, фараон був змушений звернутися до Мойсея за допомогою.
| " | Та так само зробили й єгипетські чарівники своїми чарами, і вивели жаб на єгипетську землю. І покликав фараон Мойсея й Аарона, та й сказав: Благайте Господа, і нехай виведе ці жаби від мене й від народу мого, а я відпущу народ той, і нехай приносять жертви для Господа! І сказав Мойсей фараонові: Накажи мені, коли маю молитися за тебе, і за слуг твоїх, і за народ твій, щоб понищити жаби від тебе й від домів твоїх, тільки в Річці вони позостануться. (Вихід 8:7-9) | " |

Згодом фараон проявив підступність і не стримав дану Мойсеєві обіцянку, що послужило відправною точкою наступного покарання.

### Навала мошок
В якості третьої кари на Єгипет обрушилася сила мошок, які нападали на єгиптян, обліплювали їх, лізли в очі, ніс, вуха.
| " | …І простяг Аарон руку свою з палицею своєю, та й ударив земний порох, і він стався вошами на людині й на скотині. Увесь земний порох стався вошами в усьому єгипетському краї. І так само робили чарівники своїми чарами, щоб навести воші, та не змогли. І була вошва на людині й на скотині. І сказали чарівники фараонові: Це перст Божий! Та серце фараонове було запеклим, і він не послухався їх, як говорив був Господь. (Вихід 8:17-19) | " |

На цей раз чаклуни не змогли допомогти фараону і сказали, що не знають такого чаклунства, і що, мабуть, це все і справді покарання Господнє, і слід відпустити євреїв. Однак фараон і на цей раз виявився непохитним.
І тоді Бог обрушив на Єгипет четверту кару:

### Рої мух
| " | І сказав Господь до Мойсея: Устань рано вранці, та й стань перед лицем фараоновим. Ось він піде до води, а ти скажи йому: Так сказав Господь: Відпусти Мій народ, і нехай вони служать Мені! Бо коли ти не відпустиш народу Мого, то ось Я пошлю на тебе, і на слуг твоїх, і на народ твій, і на доми твої рої мух. І єгипетські доми будуть повні мушні, а також земля, на якій вони живуть. І відділю того дня землю Ґошен, що Мій народ живе на ній, щоб не було там роїв мух, щоб ти знав, що Я Господь посеред землі! І зроблю Я різницю між народом Моїм та народом твоїм. Узавтра буде це знамено! І зробив Господь так. І найшла численна мушня на дім фараона, і на дім рабів його, і на всю єгипетську землю. І нищилась земля через ті рої мух! (Вихід 8:20-25) | " |

Хмари цих мух покрили людей і наповнили будинки єгиптян. «За словами Філона, комаха, що послужила знаряддям четвертої кари, поєднувала властивості мух і собак, вирізнялася лютістю. Здалеку, як стріла, воно мчало на людину або тварину і, стрімко нападаючи, впивалося жалом в тіло і мов би прилипало до нього» (Тлумачна Біблія Лопухіна). Швидше за все, під роями мух маються на увазі оводи, що не давали спокою єгиптянам і стадам їх тварин.
Головний урок цієї кари полягав у тому, що Бог відкрито показав фараонові та всьому єгиптові відмінність між ними і юдеями. Псячі мухи були скрізь, крім області Гошен, в якій жили євреї; вони були у всіх будинках, крім будинків ізраїльтян.
Такий поділ між двома народами і областями їх проживання в Єгипті показав фараонові, що Бог Ізраїлю є Господом, що наслав єгипетські кари, і що саме Він є Бог над Єгиптом, перевершуючи за силою і могутністю всіх єгипетських богів та ідолів.
Покликав тоді фараон до себе Мойсея і знову пообіцяв відпустити юдеїв, а після зникнення мушні знову порушив свою обіцянку.

### Мор худоби
У всіх єгиптян вимерла худоба, що знаходилася в полі, напасть не торкнулася лише євреїв. і зрозумів тоді фараон, що Бог піклується про євреїв, але затявся і євреїв все ж не відпустив (Вихід 9:3-7).

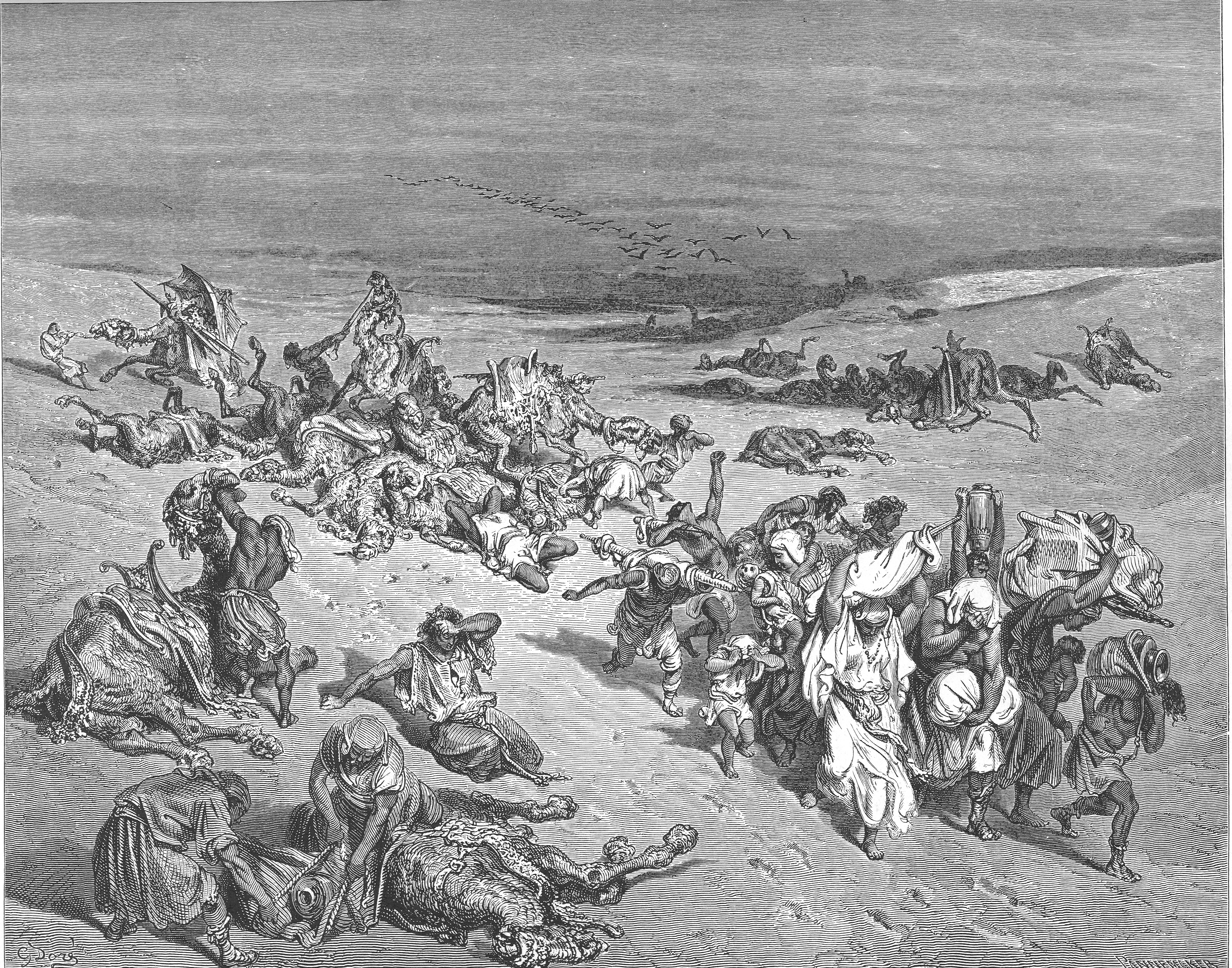
П'ята кара

### Виразки і нариви
Після цього Господь наказав Мойсеєві і Аарону взяти по жмені пічної сажі та підкинути її високо вгору перед фараоном. Так вони й зробили, і покрилися тіла єгиптян і тварин їх страшними виразками і наривами.
І злякався фараон, що все життя буде мучитися через виразки і нариви, і вирішив відпустити-таки євреїв. Але Бог озлобив серце його та дав йому сміливість діяти згідно зі своїми переконаннями, бо хотів, щоб фараон відпустив євреїв не зі страху, а з усвідомлення того, що жоден земний цар не може сперечатися з Богом. І знов не відпустив юдеїв фараон (Вихід 9:8-11).

### Грім, блискавки і вогненний град
Почалася буря, загримів грім, заблищали блискавки і на Єгипет впав вогненний град.
| " | І простяг Мойсей палицю свою до неба, і Господь дав громи та град. І зійшов на землю огонь, і Господь дощив градом на єгипетську землю. І був град, і огонь горів посеред тяженного граду, що не бувало такого, як він, у всім єгипетськім краї, відколи він став був народом. І повибивав той град у всім єгипетськім краї все, що на полі, від людини аж до худоби! І всю польову рослинність побив той град, а кожне польове дерево поламав! (Вихід 9:23-25) | " |

Побачили єгиптяни, що в кожній градині горить полум'я і вжахнулися, бо зрозуміли, що це гнів Того, Хто може змінювати природу речей. Повинився тоді фараон перед Мойсеєм і Аароном, попросив їх помолитися Богу, щоб град припинився, обіцяючи, що відпустить євреїв. Помолився Мойсей до Бога, і град припинився. Але знову не дотримав своєї обіцянки фараон.

### Нашестя сарани
Подув сильний вітер, а за вітром налетіли на Єгипет полчища сарани, зжерши всю зелень аж до останньої травинки на землі єгипетській.

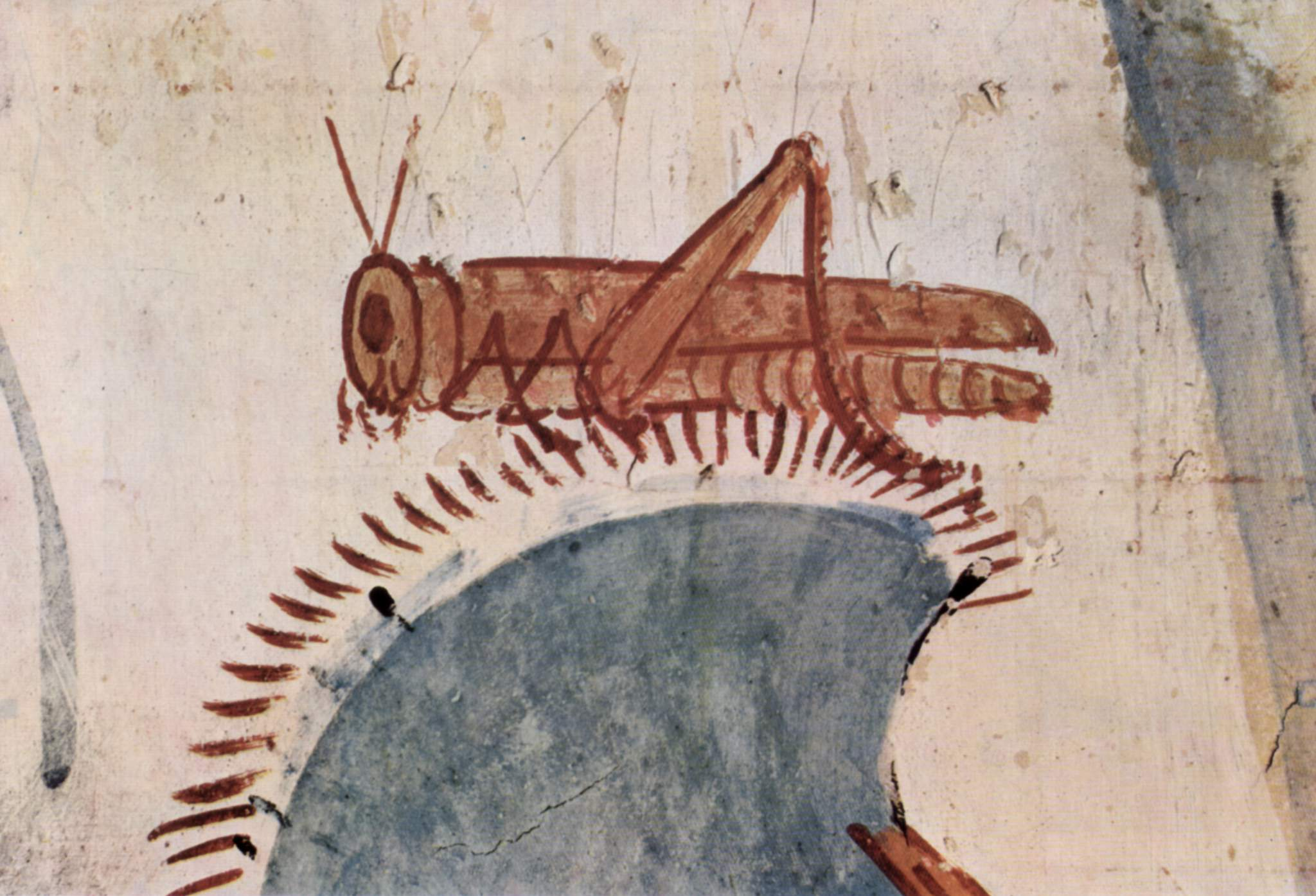
Зображення сарани в гробниці Хоремхеба, XV століття до н. е.

І знову просив фараон Мойсея вимолити пощаду у Бога, і знову обіцяв відпустити євреїв. Заволав Мойсей до Бога, і подув вітер в інший бік, і забрав він усю сарану. Але знову зміцнив Бог серце фараона, і знову той не відпустив ізраїлевих синів.

### Темрява єгипетська
| " | І простяг Мойсей свою руку до неба, і сталася густа темрява по всій єгипетській землі три дні. Не бачили один одного, і ніхто не вставав з свого місця три дні! А Ізраїлевим синам було світло в їхніх садибах. (Вихід 10:22-23) | " |

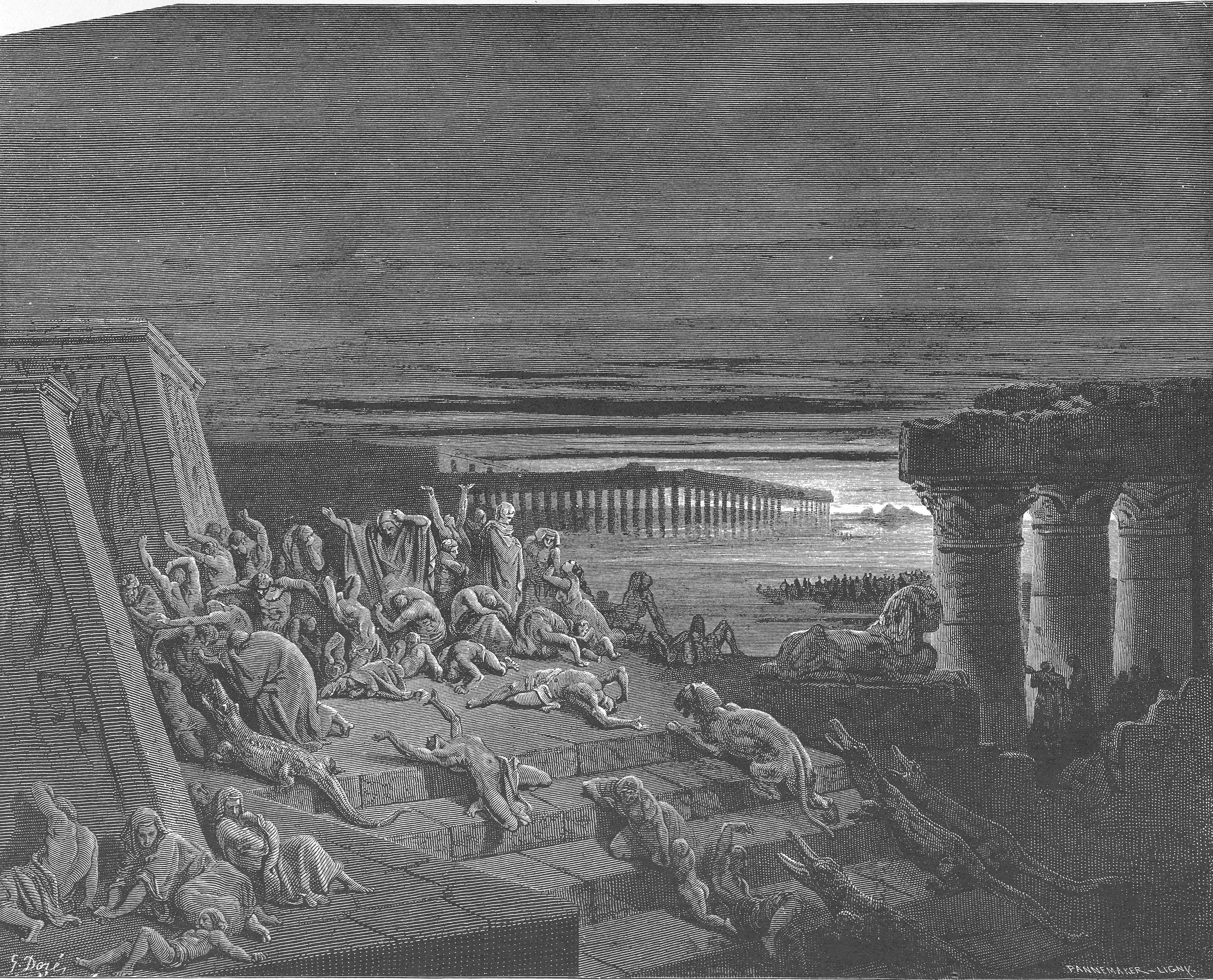
Дев'ята кара

Темрява, що впала на Єгипет, була незвичайною, вона була густа і щільна, так що її можна було навіть доторкнутися; а свічки і факели не могли розвіяти темряву. Лише у євреїв було світло, а єгиптяни ж змушені були пересуватися на дотик. Однак незабаром темрява стала згущуватися, сковуючи рухи єгиптян, і ось вже ті не могли навіть поворухнутися.
І покликав фараон Мойсея, та й сказав йому, що відпускає євреїв, тільки худобу свою ті повинні залишити. Однак і сказав Мойсей фараонові, що не залишать євреї свою худобу. Тоді фараон наказав Мойсеєві піти і не приходити більше, пообіцявши, що якщо той прийде, то буде страчений. І сказав Мойсей, що не прийде більше, але що спіткає Єгипет кара, страшніша всіх попередніх, разом узятих, бо загинуть в Єгипті всі сини-первістки.

### Смерть перворідних

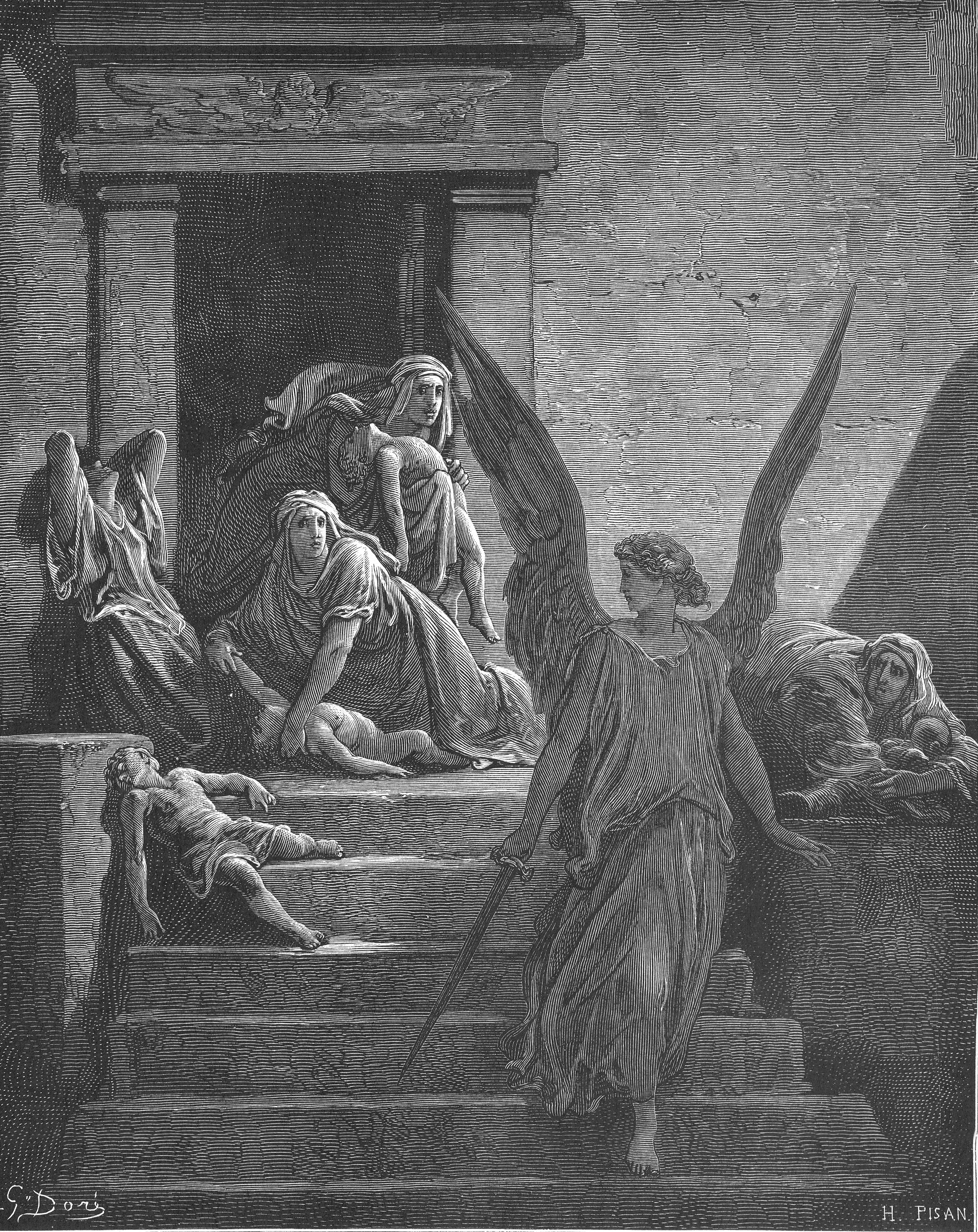
Десята кара

І не оминула Єгипет обіцяна Мойсеєм кара, і наступила в опівночі повсюдна смерть первістків. 

| " | І сталося в половині ночі, і вдарив Господь в єгипетськім краї кожного перворідного, від перворідного фараона, що сидить на своїм престолі, аж до перворідного полоненого, що у в'язничному домі, і кожного перворідного худоби. (Вихід 12:29) | " |

Після того, як у Єгипті за одну ніч померли всі первістки (за винятком єврейських), фараон здався і дозволив євреям покинути Єгипет, так розпочався Вихід.

## Історичність сюжету
Невідомо, при якому фараоні і навіть в епоху якої династії стався вихід євреїв з Єгипту. Якщо кари єгипетські мали місце, то, найімовірніше, ця подія була локальною.
В описі є також неув'язки: так, якщо п'ята кара знищила всю єгипетську худобу, то невідомо, першоріддя від якої худоби було знищено в ході десятої (Вихід 11:5), а також якими тваринами було запряжено 600 колісниць, які входили до складу армії фараона, яка почала переслідувати євреїв (14:7).
Слід врахувати і те, що Єгипет постійно балансував на межі громадянської війни з гіксосами. Як описано в Біблії, після смерті фараона новий фараон змусив євреїв будувати нову столицю Пер-Рамсес в парі кілометрів від столиці Аваріс, здавна керованої гіксосами. Мойсей, мабуть, працював на цьому будівництві (бо, повернувшись, він почав Вихід євреїв саме з Пер-Рамсеса). Враховуючи, що євреїв-чоловіків пішло 600 тисяч — втричі більше населення Аварісу того часу — можна припускати, що це і були «азіати», за якими погнав військо фараон і які описані в папірусі Іпувера (що згадує також «почервоніле море», «отруєну воду» і «мор»).

### Наукові дослідження
Ведуться спроби науково обґрунтувати 10 кар єгипетських. Група європейських учених на чолі із епідеміологом Джоном Марром  науково обґрунтували і зв'язали в логічну послідовність «10 кар єгипетських», зокрема:
- Почервоніння води — це відоме явище «червоні припливи» — цвітіння водоростей Physteria, що випускають токсини і поглинають кисень, що викликає смерть риби і масову втечу жаб. (За версією амфібіолога доктора Річарда Васасюка, використане в Біблії слово може означати будь-який вид безхвостих земноводних, за його версією, це були жаби роду Bufo; кожна жаба метає мільйон ікринок, які перестала жерти померла риба, що викликало вибух популяції).
- Вмираючі жаби і гниюча риба викликає приліт мух — переносників інфекції, мушка була точно визначена за ознаками як culicoides (різновид мокреців). (В давнину не було класифікації мух, тому вчені залучили до дослідження директора Музею ентомології Міссісіпі Річарда Брауна[d], Ендрю Шпільмана[en], і директора відділу з дослідження хвороб тварин Міністерства сільського господарства США Роджера Бриза.)
- інфекційна мошка викликає наступні кари — падіж худоби і виразки, упізнані як ознаки інфекції сап, що передається мухами на відстань 1,5 км.
- Грім, блискавки і вогненний град — натякає на вулканічну теорію. Біблія прямо описує стовп диму і вогню далеко, до якого Мойсей вів євреїв 11 днів, падали уламки каміння з неба, гора під ногами трусилася. (Вихід 9:23-25, Вихід 13:21-22, Вихід 19:18, Вихід 24:15-16, Втор 1:33)
- 3 дні без Сонця — це піщана буря, яка тривала не звичайні 1-2 дні, а 3 дні. Причиною затяжної бурі могло бути знищення сараною посівів і флори (вітри не стримувалися листям) або можливе виверження вулкана, що викликало кліматичні аномалії і вулканічну зиму.
- Загибель первістків пояснюється токсинами грибка Stachybotrys atra, у верхньому шарі зернових запасів, що потрапив туди з води або екскрементів сарани. Зараження могло бути в результаті з'єднання ряду культурних факторів. За єгипетською традицією першими у родині харчувалися старші сини, отримуючи подвійну порцію; так само годували й худобу — до годівниці першою пробивається найсильніша старша тварина. Первістки і отруїлися першими, отримавши подвійну порцію з верхніх, заражених запасів зерна. Євреї не постраждали від цієї кари, бо селилися далеко від великих єгипетських міст і мали незалежні харчові запаси. До того ж вони були пастухами, а не землеробами, і значну частку їхнього раціону становила не зерно як у єгиптян, а м'ясо і молоко.

Обґрунтовується вулканічна теорія, що кари — це явища, супутні вибуху вулканів (зокрема, почервоніння води).

## Кари в культурі і мистецтві

### Музика
- історія виходу лягла в основу першої частини ораторії Георга Генделя «Ізраїль в Єгипті» (англ. Israel in Egypt; 1739).
- Текст пісні «Creeping Death» (1984) групи «Metallica» написаний від імені ангела смерті, який описує 10 кар єгипетських.

### Кінематограф
- 1923 — німий фільм Сесіля Де Мілля «Десять заповідей». У ролі Мойсея — Теодор Робертс.
- 1956 — ремейк Сесілем Де Міллем свого німого фільму. У ролі Мойсея — Чарлтон Хестон.
- 1971 — фільм жахів «Жахливий доктор Файбс» за участю актора Вінсента Прайса. Винахідливий Антон Фабс мстить за загибель дружини, придумуючи вправні вбивства, засновані на старозавітних десятьох карах єгипетських.
- 1998 — мультфільм «Принц Єгипту».
- 1999 — «Мумія» (США). Потривожена мумія приносить з собою 10 кар єгипетських.
- 2000 — «Створення світу» — екранізація Старого Завіту.
- 2007 — «Жнива». Сюжет фільму побудований на локальному прояві 10 кар єгипетських у маленькому американському містечку, все населення якого являє собою сатанистську секту.
- 2009 — серіал «Теорія брехні» (2 сезон 19 серія): маніяк телефоном дає героям загадки про 10 єгипетських кар.
- Телесеріал «Надприродне» (6 сезон 3 серія): кари єгипетські насилались за допомогою палиці Мойсея.
- 2010 — серіал «Хейвен» (2 сезон 1 серія): на містечко обрушуються кари єгипетські.
- 2012 — серіал «Південний парк» (16 сезон, 1604 епізод). Картман бачить кари небесні, Кайл пояснює йому причину кар Єгипетських.
- 2014 — «Вихід: Боги та царі» режисера Рідлі Скотта. Біблійного пророка Мойсея грає Крістіан Бейл.
- 2015/16 — бразильська біблійна теленовела «Десять заповідей» (порт. Os Dez Mandamentos).
- 2018 — повнометражний анімаційний фільм «Седер-мазохізм» Ніни Пейлі.

### Відеоігри
- Гра «Rusty Lake Paradise» заснована на сюжеті про десять єгипетських кар.
- У пародійній грі «South Park: The Stick of Truth», є бойовий клас «єврей», у якого є здатність «Прокляття єгипетське», за допомогою якого на ворога насилаються всі десять кар єгипетських.